# Llista de platges del País Valencià
La llista de platges del País Valencià recull les platges incloses en el catàleg i guia del Ministeri d'Agricultura, Alimentació i Medi Ambient.
La llista es divideix per les marques turístiques comunes corresponents a cada província, tot i que n'existeixen dues d'àmbit municipal:
- Llista de platges de la Costa dels Tarongers per la província de Castelló amb la Costa dels Tarongers.
- Llista de platges de la Costa de València per la província de València, incloent-hi València, Terra i Mar, i Ciutat de València.
- Llista de platges de la Costa Blanca per la província d'Alacant, incloent-hi les marques turístiques Costa Blanca i Benidorm.

Totes les platges són de domini públic regulades per la llei de costes que determina l'ús públic i zones de protecció, de servitud de trànsit i d'accés. El control i la vigilància de la qualitat de les aigües de bany és responsabilitat de la Conselleria d'Agricultura, Pesca, Alimentació i Aigua de la Generalitat Valenciana. L'any 2012 hi havia 197 zones de bany censades amb 226 punts de mostratge.
En la temporada de l'any 2014, hi havia 120 platges amb el distintiu de Bandera Blava.